# 세티모산피에트로
세티모산피에트로는 사르데냐어로 세티무라고 하며, 이탈리아 사르데냐 주의 칼리아리 광역시에 있는 코무네 (지방 자치체)로, 칼리아리에서 북동쪽으로 약 9 킬로미터 (6 mi) 떨어져 있다. 인구는 6,965명이다.
세티모산피에트로는 다음 지자체와 접해 있다: 콰르투치우, 셀라르주스, 세르디아나, 세스투, 신나이, 솔레미니스.

## 인구 통계
| 연도 | 인구  | ±%     |
| ---- | ----- | ------ |
| 1861 | 1,801 | —      |
| 1871 | 1,530 | −15.0% |
| 1881 | 1,550 | +1.3%  |
| 1901 | 1,770 | +14.2% |
| 1911 | 1,915 | +8.2%  |
| 1921 | 1,953 | +2.0%  |
| 1931 | 2,143 | +9.7%  |
| 1936 | 2,208 | +3.0%  |

| 연도 | 인구  | ±%     |
| ---- | ----- | ------ |
| 1951 | 2,740 | +24.1% |
| 1961 | 3,285 | +19.9% |
| 1971 | 3,583 | +9.1%  |
| 1981 | 4,792 | +33.7% |
| 1991 | 5,524 | +15.3% |
| 2001 | 5,949 | +7.7%  |
| 2011 | 6,532 | +9.8%  |
| 2021 | 6,882 | +5.4%  |

## 같이 보기
- 사콰에이돌루스